# Kia K4 (2025)
Kia K4  — компактный автомобиль, выпускающийся с 2024 года южнокорейской корпорацией Kia Motors.

## Описание
Впервые Kia K4 был представлен в 2024 году в роли преемника Forte/K3/Cerato (позже индекс K3 был присвоен субкомпактному автомобилю). Дебют состоялся 21 марта 2024 года, а презентация проходила 27 марта 2024 года на Нью-Йоркском международном автосалоне. Автомобиль выпускается в кузовах четырёхдверный седан и пятидверный хетчбэк.

## Двигатели
- R4 1.6 L T-GDi (запас хода 121 км)[9][10]
- R4 2.0 L MPi (запас хода 150 км)[11]

## Галерея
- Вид сзади
- Интерьер